# Biełousowka
Biełousowka (kaz. i ros.: Белоусовка) – osiedle typu miejskiego w północno-wschodnim Kazachstanie, w obwodzie wschodniokazachstańskim, w rejonie Głubokoje. W 2009 roku liczyło ok. 10 tys. mieszkańców. Ośrodek wydobycia i wzbogacania rud polimetalicznych.